# Harold Mabern
Harold Mabern Jr., né le 20 mars 1936 à Memphis (Tennessee) et mort le 17 septembre 2019,,, est un pianiste américain de jazz, principalement de hard bop, post-bop et soul jazz.

## Biographie
La carrière d'enregistrement de Mabern en tant que leader a débuté en 1968, après avoir signé avec Prestige Records au début de cette année. Son premier album, A Few Miles from Memphis, présente plusieurs de ses propres originaux. D'autres dates pour Prestige ont été publiées et Mabern a enregistré environ 20 albums en tant que leader pour de nombreux labels. Mabern a travaillé par intermittence pendant quatre décennies avec George Coleman, à partir des années 1960, et a notamment fait une apparition au Newport Jazz Festival de 1976. À partir du début des années 1970, il a travaillé avec les trompettistes Clark Terry et Joe Newman, a joué du piano électrique jazz-pop avec George Benson et Stanley Turrentine, faisait partie du trio du batteur Walter Bolden (1973-1974) et dirigeait son propre trio avec Bolden et le bassiste Jamil Nasser.
Parmi les autres musiciens avec lesquels Mabern jouait depuis cette période, figuraient Milt Jackson en 1977 et Billy Harper pour une tournée au Japon la même année. Quatre ans plus tard, Mabern a effectué une tournée en Europe avec George Coleman et a joué avec Eddie Cleanhead Vinson. L'année suivante, il a joué avec James Moody. Il y a également eu des performances et des enregistrements avec d'innombrables autres musiciens, à la fois en tant que leader et sideman. Mabern a également travaillé avec deux groupes de pianistes : le Piano Choir, formé et dirigé par Stanley Cowell depuis le début des années 1970 et au moins six pianistes / claviéristes, et le Contemporary Piano Ensemble à quatre musiciens, ce dernier étant formé au début des années 1990 pour rendre hommage à Phineas Newborn Jr. et effectuant de nombreuses tournées, notamment à Montréal (1991) et au Monterey Jazz Festivals (1996). Il s'est rendu au Japon en 1990 en tant que membre d'un groupe de dix pianistes qui ont tourné ensemble mais qui ont joué et enregistré séparément. Au milieu des années 1990, il a effectué une tournée et dirigé un trio du bassiste Erik Applegate et du batteur Ed Thigpen. Au cours des années suivantes, il enregistra abondamment avec son ancien étudiant à la William Paterson University, le saxophoniste ténor Eric Alexander. En 2010, il a reçu le prix du patrimoine Don Redman.
La réputation de Mabern au Japon s'est reflétée dans sa signature par le label japonais Venus, qui a abouti à six albums de 2002. En 2004, Mabern déclara que son enregistrement de 2002 pour Venus, Kiss of Fire, avec Alexander en tant qu'invité, était son best-seller. Membre du corps professoral de longue date de l'Université William Paterson (à partir de 1981), Mabern était un instructeur à la Stanford Jazz Workshop. 
En 2015, il a publié Afro Blue.

## Discographie

### En tant que leader
- 1968 : A Few Miles from Memphis, Prestige
- 1968 : Rakin' and Scrapin', Prestige
- 1969 : Workin' & Wailin', Prestige
- 1970 : Greasy Kid Stuff!, Prestige
- 1978 : Pisces Calling, InterPlay
- 1984–1985 : Joy Spring, Sackville
- 1989 : Straight Street, DIW
- 1991–1992 : Philadelphia, Bound
- 1993 : Lookin' on the Bright Side, DIW
- 1995 : For Phineas, Sackville
- 1992–1993 : The Leading Man, Disk Union
- 1996 : Mabern's Grooveyard, DIW
- 1999 : Maya with Love, DIW
- 2001 : Kiss of Fire, Venus
- 2003 : Falling in Love with Love, Venus
- 2003 : Don't Know Why, Venus
- 2004 : Fantasy, Venus
- 2005 : Somewhere over the Rainbow, Venus
- 2006 : Misty, Venus
- 2012 : Mr. Lucky,	HighNote
- 2012 : Live at Smalls, Smalls
- 2013 : Right on Time, Smoke Sessions
- 2014 : Afro Blue, Smoke Sessions

### En tant que sideman
- 1997 : Eric Alexander : Mode for Mabes, Delmark
- 1999 : Eric Alexander	: The First Milestone, Milestone
- 2000 : Eric Alexander	: The Second Milestone, Milestone
- 2001 : Eric Alexander	: Summit Meeting, Milestone
- 2002 : Eric Alexander	: Nightlife in Tokyo, Milestone
- 2004 : Eric Alexander	: Dead Center, HighNote
- 2005 : Eric Alexander	: It's All in the Game, HighNote
- 1999 : Eric Alexander	: Live at the Keynote, Video Arts
- 2009 : Eric Alexander	: Revival of the Fittest, HighNote
- 2009 : Eric Alexander	: Chim Chim Cheree, Venus
- 2010 : Eric Alexander	: Don't Follow the Crowd, HighNote
- 2012 : Eric Alexander	: Touching, HighNote
- 2013 : Eric Alexander	: Blues at Midnight, Venus
- 2013 : Eric Alexander	: Chicago Fire, HighNote
- 2014 : Eric Alexander	: Recado Bossa Nova, Venus
- 2015 : Eric Alexander	: The Real Thing, HighNote
- 1970 : Gene Ammons : The Black Cat!, Prestige
- 1973 : George Benson : Body Talk, CTI
- 1978 : Walt Bolden : Walt Bolden, Nemperor
- 1993 : Donald Brown : Cartunes, Muse
- 1964 : Betty Carter : Inside Betty Carter, United Artistis
- 1978 : Richie Cole : Keeper of the Flame, Muse
- 1985 : George Coleman	: Manhattan Panorama, Theresa
- 1987 : George Coleman : At Yoshi's, Theresa
- 1998 : George Coleman : I Could Write a Book: The Music of Richard Rogers, Telarc
- 1989 : Contemporary Piano Ensemble : Four Pianos for Phineas, Evidence
- 1993 : Contemporary Piano Ensemble : The Key Players, Sony
- 1997 : Steve Davis	: Crossfire, Criss Cross
- 2015 : Steve Davis : Say When, Smoke Sessions
- 2006 : Mike DiRubbo : New York Accent, Cellar Live
- 1961 : Art Farmer : Perception, Argo
- 1974 : Frank Foster : The Loud Minority, Mainstream
- 1976 : Frank Foster : Here and Now, Catalyst
- 1962 : The Jazztet : Here and Now, Mercury
- 1962 : The Jazztet : Another Git Together, Mercury
- 2004 : Joe Farnsworth	: It's Prime Time, Village
- 2011 : Joe Farnsworth	: Super Prime Time, Sony
- 1959 : Jimmy Forrest : All the Gin Is Gone, Delmark
- 1959 : Jimmy Forrest : Black Forrest, Delmark
- 1974 : George Freeman	: Man & Woman, Groove Merchant
- 1996 : Andy Goodrich : Motherless Child, Delmark
- 1973 : Tiny Grimes : Profoundly Blue, Muse
- 1977 : Billy Harper : Soran-Bushi, B.H., Denon
- 1979 : Louis Hayes : Variety Is the Spice, Gryphon
- 1963 : Jimmy Heath : Swamp Seed, Riverside
- 1970 : Terumasa Hino : Alone Together, Columbia
- 2000 : Terumasa Hino : Into the Heaven, Columbia
- 1965 : Freddie Hubbard : The Night of the Cookers, Blue Note
- 1965 : Freddie Hubbard : Blue Spirits, Blue Note
- 1990 : 100 Gold Fingers : Piano Playhouse 1990, Absord Music Japan
- 1964 : J.J. Johnson : Proof Positive, Impulse!
- 1968 : Joe Jones : My Fire!, Prestige
- 1990 : Lewis Keel	: Coming out Swinging, Muse
- 1963 : Roland Kirk : Reeds & Deeds, Mercury
- 1963 : Roland Kirk : The Roland Kirk Quartet Meets the Benny Golson Orchestra, Mercury
- 1965 : Jackie McLean : Consequence, Blue Note
- 1966 : Blue Mitchell : Bring It Home to Me, Blue Note
- 1965 : Hank Mobley : Dippin' , Blue Note
- 1965 : Lee Morgan : The Gigolo, Blue Note
- 1970 : Lee Morgan : Live at the Lighthouse, Blue Note
- 1971 : Lee Morgan	 : The Last Session, Blue Note
- 1970 : Idris Muhammad	: Black Rhythm Revolution!, Prestige
- 2004 : Ned Otter : Powder Keg, Two & Four
- 1993 : Cecil Payne : Cerupa, Delmark
- 1996 : Cecil Payne : Scotch and Milk, Delmark
- 1998 : Cecil Payne : Payne's Window, Delmark
- 2000 : Cecil Payne : Chic Boom Live at the Jazz Showcase, Delmark
- 1973 : The Piano Choir : Handscapes, Strata-East
- 1975 : The Piano Choir : Handscapes 2, Strata-East
- 1997 : Jim Rotondi : Jim's Bop, Criss Cross
- 2003 : Archie Shepp : Déjà Vu, Venus
- 1978 : Louis Smith : Just Friends, SteepleChase
- 1960 : Frank Strozier	: MJT + 3, Vee-Jay
- 1962 : Frank Strozier	: March of the Siamese Children, Jazzland
- 1976 : Frank Strozier	: Remember Me, Steeplechase
- 1977 : Frank Strozier	: What's Goin' On, Steeplechase
- 1967 : Buddy Terry : Electric Soul!, Prestige
- 1971 : Stanley Turrentine	: The Sugar Man, CTI
- 1973 : Stanley Turrentine	: Don't Mess with Mister T., CTI
- 1983 : Lee Willhite : First Venture, Big Tampa
- 1965 : Wes Montgomery	: Kings of the Guitar, Beppo
- 1965 : Wes Montgomery	: Jazz 625, Vap
- 1965 : Wes Montgomery	: Solitude, BYG
- 1965 : Wes Montgomery	: Belgium 1965 Rounder, Vestapool